# 英布里館

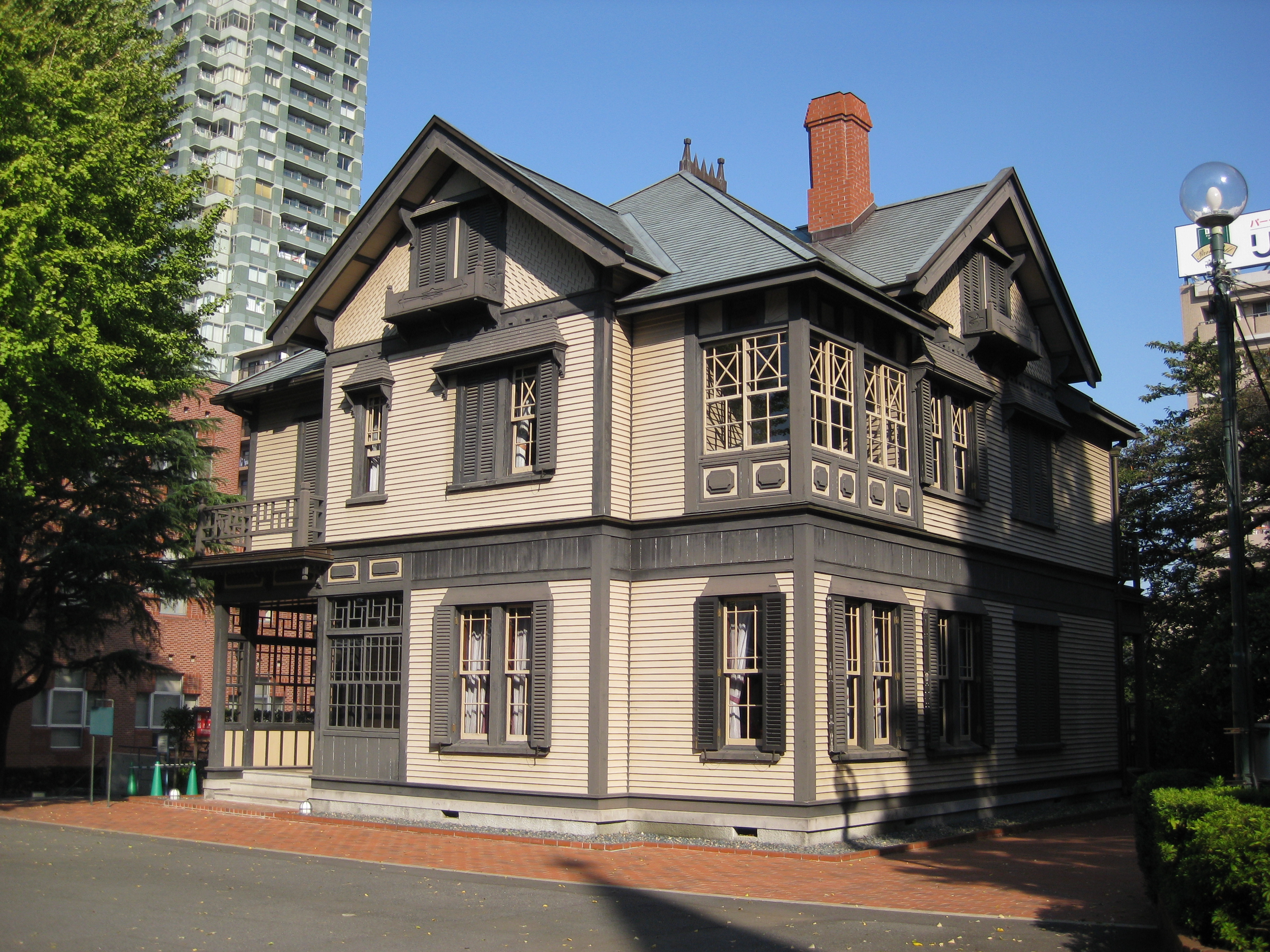

英布里館（日语：インブリー館）是日本東京都內的一座西洋建築，曾是明治學院神學院教授兼傳教士威廉・英布里的住宅。該建築是東京都現存最古老的傳教士館。1998年，該建築被指定為日本的重要文化財。